# Densitat d'energia
En física, la densitat d'energia és la quantitat d'energia emmagatzemada en un sistema determinat o regió de l'espai per unitat de volum. De vegades es confon amb l'energia per unitat de massa que s'anomena pròpiament energia específica o gravimetric energy density.

Densitat d'energia de les bateries recarregables.

Sovint només es mesura l'energia útil o extraïble, és a dir, s'ignora l'energia inaccessible (com l'energia de la massa en repòs). Tanmateix, en contextos cosmològics i altres relativistes generals, les densitats d'energia considerades són les que corresponen als elements del tensor esforç-energia i, per tant, inclouen l'energia de la massa i les densitats d'energia associades a la pressió.
L'energia per unitat de volum té les mateixes unitats físiques que la pressió i en moltes situacions és sinònim. Per exemple, la densitat d'energia d'un camp magnètic es pot expressar i es comporta com una pressió física. De la mateixa manera, l'energia necessària per comprimir un gas a un volum determinat es pot determinar multiplicant la diferència entre la pressió del gas i la pressió externa pel canvi de volum. Un gradient de pressió descriu el potencial de realitzar treball a l'entorn convertint l'energia interna en treball fins que s'arribi a l'equilibri.
Hi ha diferents tipus d'energia emmagatzemada als materials, i es necessita un tipus particular de reacció per alliberar cada tipus d'energia. Per ordre de la magnitud típica de l'energia alliberada, aquests tipus de reaccions són: nuclears, químiques, electroquímiques i elèctriques.
Les reaccions nuclears tenen lloc a les estrelles i a les centrals nuclears, ambdues que obtenen energia de l'energia d'unió dels nuclis. Els animals utilitzen les reaccions químiques per obtenir energia dels aliments i els automòbils per obtenir energia de la gasolina. Els hidrocarburs líquids (combustibles com la gasolina, el dièsel i el querosè) són avui la forma més densa coneguda per emmagatzemar i transportar econòmicament energia química a gran escala (1 kg de gasoil es crema amb l'oxigen contingut en ≈15 kg d'aire). La majoria de dispositius mòbils, com ara ordinadors portàtils i telèfons mòbils, fan servir les reaccions electroquímiques per alliberar energia de les bateries.
En bateries:
| Dispositiu d'emmagatzemament  | Contingut energètic (Joule) | Contingut energètic (W⋅h) | Tipus d'energia |
| ----------------------------- | --------------------------- | ------------------------- | --------------- |
| Bateria alcalina AA           | 9.360                       | 2.6                       | Electroquímica  |
| Bateria alcalina C            | 34.416                      | 9.5                       | Electroquímica  |
| Bateria NiMH AA               | 9.072                       | 2.5                       | Electroquímica  |
| Bateria NiMH C                | 19.440                      | 5.4                       | Electroquímica  |
| Bateria de ions de liti 18650 | 28.800–46.800               | 10,5–13                   | Electroquímica  |